# Lennox Miller
Lennox Valencia „Billy” Miller (ur. 8 października 1946 w Kingston, zm. 8 listopada 2004 w Pasadenie w Kalifornii) – lekkoatleta jamajski, czołowy sprinter świata pod koniec lat 60., medalista olimpijski.
Na olimpiadzie w Meksyku 1968 zdobył srebrny medal w biegu na 100 m, przegrywając jedynie z Amerykaninem Jimem Hinesem; cztery lata później w Monachium 1972 stanął na trzecim stopniu podium w tej samej konkurencji, za reprezentantem ZSRR Borzowem i Amerykaninem Taylorem.
W składzie zespołu uniwersyteckiego Uniwersytetu Południowej Kalifornii ustanowił rekord świata w biegu sztafetowym 4 × 110  jardów (38,6 s; 1967, razem z O.J. Simpsonem, Earlem McCullouchem i Fredem Kullerem). Na igrzyskach Brytyjskiej Wspólnoty Narodów w 1970 w Edynburgu, igrzyskach panamerykańskich w 1971 w Cali i mistrzostwach Ameryki Środkowej i Karaibów w 1971m w Kingston zdobywał złote medale w sztafecie 4 × 100 m i srebrne w biegu na 100 m (za każdym razem pokonywał go jego rodak Don Quarrie).
W 1968 zdobył mistrzostwo akademickie USA (NCAA) na 100 m.  
Po studiach (Szkoła Stomatologii na Uniwersytecie Południowej Kalifornii) pracował przez 30 lat jako dentysta w Pasadenie (Kalifornia), gdzie zmarł na raka.
Jego córka Inger kontynuowała tradycje sportowe, sięgając po złoto olimpijskie dla Stanów Zjednoczonych w Atlancie 1996, (sztafeta 4 × 100 m), a także kilka medali lekkoatletycznych mistrzostw świata (w tym złoto na 200 m i srebro na 100 m 1999).